# Giovanni Lonfernini
Giovanni Lonfernini (Città di San Marino, 1976) è un politico sammarinese.
Ha ricoperto la carica di Capitano Reggente della Repubblica di San Marino dall'ottobre del 2003 all'aprile del 2004, insieme a Valeria Ciavatta.
È membro del Gruppo dei Democratici di Centro.
Segretario Politico del Partito Democratico Cristiano Sammarinese dall'aprile 2002 al febbraio 2005 e Segretario di Stato alla Cultura dal febbraio 2005 al luglio 2006, dopo una fase di forte scontro con la dirigenza del partito, insieme ai colleghi Pier Marino Mularoni, Rosa Zafferani e Cesare Antonio Gasperoni ha fondato il 26 marzo 2007 il Gruppo dei Democratici di Centro.
Ha ricoperto il ruolo di Coordinatore del Movimento dei "Democratici di Centro" dal 27 settembre 2007 all'aprile 2010.
È stato Presidente della Commissione Consigliare Permanente Affari Esteri e Politici dal gennaio 2008.
Rieletto in Consiglio Grande e Generale, nella lista dei Democratici di Centro, in occasione delle elezioni politiche del 9 novembre 2008.
È Presidente del Gruppo Consigliare dei DdC dal maggio 2010.